# OTO-Melara Palmaria
Palmaria je italijanska samovozna havbica kalibra 155 mm, ki jo izdeluje italijansko podjetje OTO Melara.

## Zgodovina
Havbico je leta 1977 razvilo podjetje OTO Melara, namenjena pa je bila izvozu. Prvi prototip je prišel iz tovarne leta 1981.

## Opis
Palmaria je havbica, nameščena na podvozje tanka OT40.
Primarna oborožitev Palmarie je havbica kalibra 155 mm, kot pomožno orožje pa je na podvozje nameščen 7,62 mm mitraljez. V eni izmed različic so namesto tega mitraljeza na podvozje namestili dva protiletalska topa kalibra 25 mm. Havbica ima avtomatski polnilni sistem, ki zagotavlja kadenco 4 granate/min ali zaporedni ogenj treh granat vsakih 25 sekund. Polnilec vsebuje 23 granat, sedem dodatnih granat pa je shranjenih v skladišču v trupu. Poleg avtomatskega polnilca je mogoče Palmario polniti tudi ročno, običajna hitrost streljanja pa je ena granata na minuto v eni uri. Zgoščen zaporni ogenj običajno pomeni, da havbica izstreljuje štiri granate na minuto. V primeru podpornega ognja havbica izstreljuje po eno granato vsake tri minute v poljubnem trajanju. 
Za havbico je na voljo paleta streliva, ki vsebuje tudi posebej razvito strelivo Simmel z dosegom 24,7 km ter raketne granate z dosegom 30 km.
Kupola je opremljena s hidravličnim pogonom, ter ima v okvari mogoč tudi preklop na ročni pogon. Rotacija kupole je 360°, elevacija cevi pa je v razponu od -4° do +170°. Havbica ima vgrajen lastni pomožni električni agregat, ki je namenjen zmanjšani porabi goriva.

## Uporaba
Prva država, ki je v uporabo sprejela Palmario je bila Libija, ki je 210 teh havbic naročila leta 1982. V letu 2004 je libijska vojska uporabljala še 160 havbic tega tipa.
Med ostalimi uporabniki so še Nigerija, ki je leta 1982 prevzela 25 Palmarij ter Argentina, ki je zadnjih 25 havbic prevzela leta 1986. Argentina je havbice namestila na podvozje tanka TAM, z novim orožjem pa je nameravala nadomestiti zastarele havbice AMX-13 Mk. F-3. Palmarie, nameščene na novo podvozje so poimenovali TAM VCA Palmaria.